# زیلبرفلد
زیلبرفلد (به آلمانی: Silberfeld) یک منطقهٔ مسکونی در آلمان است که در Zeulenroda-Triebes واقع شده‌است. زیلبرفلد ۱۰۴ نفر جمعیت دارد.